# Ложье, Паскаль
Паскаль Ложье (фр. Pascal Laugier; род. 16 октября 1971) — французский режиссёр, автор фильмов ужасов (в том числе «Мученицы»). Лауреат и номинант национальных и международных кинофестивалей.

## Биография

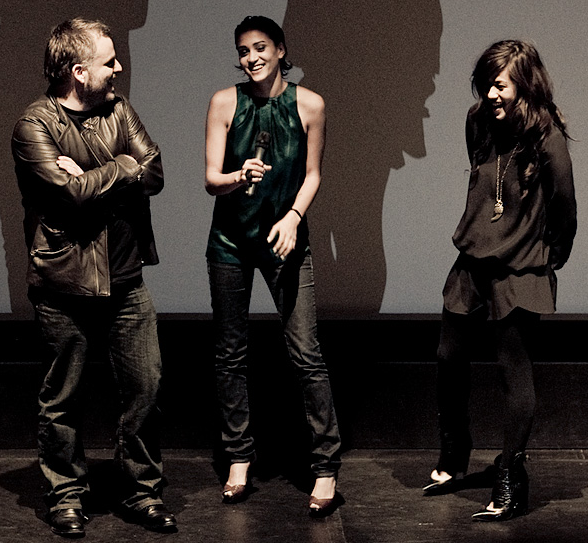
Паскаль Ложье и исполнительницы главных ролей в фильме «Мученицы» на премьере в Торонто в 2008 году

Сам режиссёр в интервью рассказывал, что увлёкся кинематографом в детстве и, вопреки желанию и планам своей семьи, снимал подражания фильмам Дарио Ардженто на плёнку super 8 прямо в саду возле дома отца. Он утверждал, что в 12—13 лет от увлечения фильмами Уолта Диснея и «Суперменом» перешёл к восторженному просмотру «Заводного апельсина», «Таксиста» (который произвёл на него самое сильное впечатление в то время) и «Дикой банды».
Режиссёр не получил систематического образования в сфере кинопроизводства, в интервью он рассказывает, что основы его знаний кинематографа заложили регулярные просмотры телепередач «Ciné-club», «La Dernière Séance», «Cinéma de minuit». С 1993 года Паскаль Ложье снимал короткометражные фильмы. В 2001 году он получил предложение от французского режиссёра Кристофа Гана снять документальный фильм о съёмках своего нового фильма «Братство волка» (2001). Удачный документальный фильм привлёк к режиссёру внимание продюсеров. В 2004 году Паскаль Ложье поставил свой первый полнометражный художественный фильм «Сэнт Анж», по жанру — мистический фильм ужасов. Главная героиня фильма приезжает на работу в детский приют после его закрытия. В нём ещё остаются девушка, которой некуда идти, и кухарка-иммигрантка из Bосточной Европы. Главная героиня беременна. В заброшенном здании раздаются загадочные шорохи, шаги, он наполнен загадками. Несмотря на относительную коммерческую неудачу, фильм вызвал сдержанный интерес кинокритиков, отмечавших как недостатки: запутанность сюжета и несовершенство постановки; так и достоинства: его увлекательность и умелое создание атмосферы тайны и ужаса.
В 2008 году режиссёр снял свой второй полнометражный художественный фильм «Мученицы», созданный в Канаде. Неожиданно найдена девочка, считавшаяся пропавшей без вести. Спустя пятнадцать лет она смогла найти мужчину и женщину, которые, по её мнению, держали её взаперти. Она врывается в их дом и убивает всех, кто в нём находится. Девушка рассказывает своей подруге Анне о том, что её преследует некое «существо» — истерзанная женщина, которой она не помогла сбежать во время побега, и совершает самоубийство. Анна находит в подвале дома потайное помещение, в котором находится это «существо»….
Фильм вызвал скандал уже во время его премьерного показа на Каннском кинофестивале, общественность усмотрела в нём неоправданную жестокость и требовала жёстко регулировать его прокат. Во Франции было принято решение об ограничении возраста зрителей 16 годами и предварение показа предупреждением о содержащихся в нём сценах насилия. В своём интервью, посвящённом «Мученицам», Ложье отмечал, что хотел снять фильм, который, используя коды и архетипы жанра, был бы настолько неудобным, непредсказуемым и необычным, насколько это возможно. По его мнению, фильм ужасов должен быть пространством свободы, территорией для экспериментов, но в настоящее время этот жанр стал политически корректным. Он утверждал в интервью, что вызвать отвращение у зрителей не было его целью, поэтому когда критики описывают фильм как кровавую бойню, то это его огорчает. Ложье заявлял, что хотел затронуть зрителей, заставить их погрузиться в состояние глубокой меланхолии, настаивал, что «Мученицы» в действительности мелодрама, хотя и трудная, жестокая и очень тревожная.
В течение шести месяцев после завершения «Мучениц» Паскаль Ложье работал над ремейком фильма «Восставший из ада», но его трактовка сюжета была отвергнута студией «The Weinstein Company», а работа над фильмом прекращена. В 2012 году режиссёр снял полнометражный художественный фильм «Верзила». Действие фильма разворачивается в американском городе, в котором многие годы пропадают дети. Легенда утверждает, что их забирает к себе таинственный Верзила. Героиня фильма не верит в эту легенду, но однажды ночью обнаруживает, что кровать её сына пуста. Она видит, как некая тёмная фигура с её сыном покидает дом. Фильм привлёк внимание прессы и вызвал интерес зрительской аудитории. Критики отмечали, что эта работа режиссёра, начинающаяся как мистический фильм, затем эволюционирует в сторону реалистической драмы, значительно уступает «Мученицам».
В 2015 году Паскаль Ложье создал своё первое музыкальное видео на песню «Город любви» Милен Фармер из альбома «Interstellaires». Поэтическое видео основано на аллюзиях с фильмами «Психо» и «Птицы» Альфреда Хичкока, фильмами Клайва Баркера, Гильермо дель Торо и Тима Бёртона.
Режиссёр признавался, что тяжело переживал многолетнее отсутствие возможности работать в полнометражном художественном кино с момента окончания работы над «Верзилой» и израсходовал все свои сбережения. В 2018 году новый фильм Паскаля Ложье «Страна призраков» получил Приз зрительских симпатий, Приз от жюри зрителей телеканала «SyFy» и Гран-при на Фестивале фантастических фильмов в Жерармере. Героиня фильма — успешная автор романов ужасов. Она часто вспоминает, как в юности с матерью и сестрой жила в доме своей тёти в лесной глуши. Им тогда пришлось вступить в противостояние с преступниками, страдающими серьёзными отклонениями психики. Телефонный звонок от сестры заставляет её вновь погрузиться в события прошлого.
В 2020 году режиссёр снял ТВ мини-сериал «Их было десять» по мотивам романа Агаты Кристи «Десять негритят».

## Особенности творчества
Своё увлечение фильмами ужасов режиссёр объясняет как серьёзными личными проблемами (мрачным, пессимистичным настроением), так и особенностями современного западного общества. Он отмечает его признаки отсутствия идеалов, разрушение авторитетных прежде идеологий и отсутствие веры в будущее. Всё это, по его мнению, свидетельствует, что западный мир болен. Фильм ужасов позволят адекватно выразить это состояние. Режиссёр признавался, что его вдохновляет парадокс: возможность взять худшее из человеческой природы и превратить его в искусство, в красоту. По его мнению, фильм ужасов — единственный жанр, который предлагает подобную диалектику. Он отмечает, что техническое совершенство фильма его не слишком волнует и он намеренно отказывается от деталей, характерных для начала XXI века: героиня «Страны призраков» не использует ноутбук и печатает на машинке, не имеет мобильного телефона (сам режиссёр не представлен в социальных сетях и крайне редко заходит в интернет).
Критики отмечают преобладание женских персонажей в фильмах Ложье. Хотя режиссёр является сценаристом всех своих фильмов, он сознаётся, что не чувствует себя писателем и создание сценария для него болезненный период работы над фильмом. Он ощущает себя хозяином положения на съёмочной площадке или перед монтажным столом.
В своих фильмах режиссёр поднимает сложные моральные и философские проблемы. В своей статье в журнале «Философия и Культура» М. Е. Бойко утверждает: «В фильме «Мученицы» проводится мысль, что боль как самое интенсивное и нестерпимое из человеческих ощущений является и самым верным средством для контакта с Трасцендентным – тезис, ранее циркулировавший в средневековой философии боли». Журналистка Мария Пироговская так характеризует фильм «Мученицы»:

«режиссёр исследует феномен святости — высшее проявление человечности. Секта пытливых экспериментаторов пытает юных дев, чтобы увидеть в измождённых предсмертными муками лицах следы божественного просветления. Божественная гармония поверяется логикой хирургии без анестетиков. Сомневающиеся герои создают все условия для того, чтобы совершилось чудо, то есть совмещают житие с научным экспериментом (жертв много — результат должен быть воспроизводимым), надеясь в процессе вивисекции получить нового святого Варфоломея. Но в финале им остается лишь „продолжать сомневаться“, чудо — безусловно»— Мария Пироговская. Содержание формы
Антон Смирнов отмечает:

«Ложье определённо обладает талантом создавать атмосферу локального ада, эдакого липкого кошмарного сна, из которого невозможно выбраться. Жаль лишь, что талант визионера пока ещё побеждает его режиссёрские и драматургические способности»— Антон Смирнов. Страна призраков. Рецензия

## Фильмография

### Полнометражные художественные фильмы
| Год  | Название фильма                                          | Режиссёр | Автор сценария | Награды |
| ---- | -------------------------------------------------------- | -------- | -------------- | --- |
| 2018 | Страна призраков (Ghostland, Франция, Канада, 91 минута) | Да       | Да             | Кинофестиваль в Жерармере, 2018: «Гран-при», «Приз от жюри зрителей телеканала SyFy» и приз зрительских симпатий |
| 2012 | Верзила (The Tall Man, США, Канада, Франция, 106 минут)  | Да       | Да             | Канадское общество кинематографистов, 2012 — «Приз CSC» за лучшую операторскую работу |
| 2008 | Мученицы (Martyrs, Франция, Канада, 99 минут)            | Да       | Да             | Fangoria Chainsaw Awards, 2010: «Лучшая актриса», «Лучший сценарий»; Fright Meter Awards, 2009: «Лучший сценарий», «Лучший грим»; Международный фестиваль фантастического кино в Каталонии, 2008 — «Гран-при» (серебро), «Лучший грим», 2009 — «Гран-при» (золото) |
| 2004 | Сэнт Анж (Saint Ange, Франция, 98 минут)                 | Да       | Да             | |

### Работы на телевидении
| Год  | Название фильма | Режиссёр | Автор сценария | Награды                                                                  |
| ---- | --- | -------- | -------------- | ------------------------------------------------------------------------ |
| 2020 | Их было десять («Ils étaient dix», Франция, Бельгия, 6 эпизодов, вольная романа Агаты Кристи «Десять негритят»)      | Да       |                |                                                                          |
| 2012 | Чёрная вдова (сериал «XIII», эпизод 10 сезона 2, Франция, Канада, 46 минут)                                          | Да       |                | Международный кинофестиваль в Чикаго, 2013 — три награды сериалу в целом |
| 2005 | «Братство волка» — за кулисами («Le pacte des loups» — Les coulisses du tournage, документальный, Франция, 85 минут) | Да       |                |                                                                          |

### Короткометражные фильмы
| Год  | Название фильма                                                                                             | Режиссёр | Автор сценария |
| ---- | --- | -------- | -------------- |
| 2015 | Милен Фармер: Город любви (Mylène Farmer: City of love, Франция, 5 минут)                                   | Да       |                |
| 2001 | «Братство волка» — природа зверя (Le pacte des loups — Les entrailles de la bête, Франция, 1 минута, видео) | Да       |                |
| 2001 | 4ème sous sol (Франция,18 минут)                                                                            | Да       | Да             |
| 1993 | Тыквенная голова (Tête de citrouille, Франция, 20 минут)                                                    | Да       | Да             |